# Albert Engström
Albert Laurentius Johannes Engström (Lönneberga, Kalmar, 5 de dezembro de 1869-Estocolmo, 16 de novembro de 1940) foi um jornalista, escritor e ilustrador sueco. Entrou na Academia Sueca em 1922, sucedendo na cadeira 18 a Oscar Montelius.
Segundo o The New York Times, era um dos jornalistas mais influentes da Suécia e foi apelidado de «Mark Twain europeu».
O asteroide 7548 Engström, descoberto em 1980 por C.-I. Lagerkvist, foi assim designado em sua homenagem.